# Enbetsu
Enbetsu (遠別町?) è una cittadina giapponese della prefettura di Hokkaidō.